# Pirolle verte
Cissa chinensis
Espèce
Répartition géographique
Statut de conservation UICN

 LC  : Préoccupation mineure
La Pirolle verte (Cissa chinensis) ou Pirolle de Chine est une espèce de passereaux de la famille des Corvidae.

## Répartition
Cet oiseau vit dans le nord de l'Inde, au pied de l'Himalaya et en Asie du Sud-Est.

## Sous-espèces
Selon  la classification de référence du Congrès ornithologique international (14.2, 2024) :
- C. c. chinensis (Boddaert, 1783) — de l'Himalaya au sud de la Chine et nord de l'Indochine ;
- C. c. klossi Delacour & Jabouille, 1928 — Laos, Thaïlande et Viêt Nam ;
- C. c. chauleti Robinson & Kloss, 1919 — plateau du Lang Bian (en) ;
- C. c. hypoleuca Ogilvie-Grant, 1906  — péninsule Malaise ;
- C. c. katsumatae Cabanis, 1851 — monts de Sumatra et Bornéo.

## Habitat
La pirolle verte vit dans les forêts sempervirentes subtropicales situées en terrain accidenté dans les collines et elle se tient d'ordinaire cachée dans le couvert de la canopée.
Elle aime les lisières des zones boisées, les massifs de bambous et les bouquets d'arbres qui longent les cours d'eau.
Elle peuple les régions basses et de moyenne montagne jusqu'à 1800 mètres.

## Description
C'est un oiseau qui mesure 34-39 cm et pèse 120-133 g.
Mâle et femelle ont même plumage.
Cet oiseau se trouve le plus souvent à la cime des grands arbres et est très bruyant.

## Nutrition
La pirolle verte est carnivore.
Son régime est composé principalement de coléoptères, de criquets et de mantes religieuses.
Elle consomme également des petites grenouilles, des reptiles, des oiseaux et probablement des fruits et des baies.
On l'a observé ingurgitant de la charogne.

## Reproduction
La période de reproduction est en janvier, février et mars.
La pirolle verte place son nid dans un bouquet d'arbres bien compact, un massif de bambous, un enchevêtrement de plantes grimpantes ou le feuillage d'un arbuste. Ce nid est une large plate-forme peu creusée construite avec des brindilles reliées entre elles par des feuilles, des bambous et des racines. Ce nid rappelle celui de la corneille.
Elle pond 4-6 œufs blanchâtre ornés de taches brunes puis les couve environ 17 jours jusqu'à l'éclosion des oisillons. Les deux parents nourrissent ensuite leur progéniture.